# Namibische Futsalnationalmannschaft der Frauen
Die namibische Futsalnationalmannschaft der Frauen, als Gladiators 5 bekannt, ist die Nationenauswahl Namibias im Futsal der Frauen, der einzigen von der FIFA anerkannten Variante des Hallenfußballs. Eine Nationalmannschaft wurde erstmals im März 2025 einberufen und tritt erstmals bei der Futsal-Afrikameisterschaft der Frauen im April 2025[veraltet] an.
Dachverband der Sportart ist der 2021 gegründete Verband Futsal Namibia, der von der Namibia Football Association anerkannt ist.

## Kader
Für den Kader bei der Afrikameisterschaft 2025 wurden die nachstehenden Spielerinnen nominiert. Nationaltrainer ist Donawald Modise, der bei der namibischen Futsalnationalmannschaft der Männer Vizetrainer ist.
| Agnes Kauzuu            |
| Queandra Kasume Batista |

| Mbitjitandjambi Mungunda |
| Kamunikire Tjituka       |
| Albertina Aludhilu       |
| Tangi Mulundu            |

| Diane Kock       |
| Fiola Vliete     |
| Memory Ngonda    |
| M. K. Hanavi     |
| Millicent Hikuam |

| C. M. Richter  |
| Hillary Gonteb |
| M. Matheus     |

## Abschneiden bei Turnieren

### Futsal-Afrikameisterschaft
- 2025: Vorrunde

## Liste der Länderspiele
1. 22. April 2025, Salle Prince Moulay Abdellah, Rabat, Marokko:  Marokko 8:1 Namibia
2. 26. April 2025, Salle Prince Moulay Abdellah, Rabat, Marokko:  Kamerun 6:5 Namibia